# Keine Mauern mehr
Chansons représentant l'Autriche au Concours Eurovision de la chanson
Nur ein Lied
(1989) Venedig im Regen
(1991)
Keine Mauern mehr (en français Faire tomber les barrières) est la chanson représentant l'Autriche au Concours Eurovision de la chanson 1990. Elle est interprétée par Simone.

## Eurovision
La finale nationale autrichienne a lieu le 15 mars. Le gagnant est choisi à moitié par un télévote et à moitié par un jury d'experts. Le vainqueur de la finale est Duett avec la chanson Das Beste, mais elle est disqualifiée après la révélation que le groupe avait concouru avec la même chanson lors de la demi-finale du concours allemand en 1988. Le gagnant est la chanson à la deuxième place, Keine Mauern mehr interprétée par Simone.
La chanson est une ballade dramatique, dans laquelle Simone chante la liberté apportée par la chute du mur de Berlin. Conformément au thème multinational, la chanson contient des paroles en anglais, français et serbo-croate.
La chanson est la douzième de la soirée, suivant Insieme: 1992 interprétée par Toto Cutugno pour l'Italie et précédant Milós polí interprétée par Haris Anastazio pour Chypre.
À la fin des votes, elle obtient 58 points et finit dixième des vingt-deux participants.

### Points attribués à l'Autriche
| 12 points    | 10 points | 8 points                    | 7 points                                | 6 points   |
| ------------ | --------- | --------------------------- | --------------------------------------- | ---------- |
| - Italie     |           | - Royaume-Uni - Yougoslavie | - Turquie                               | - Islande  |
| 5 points     | 4 points  | 3 points                    | 2 points                                | 1 point    |
| - Luxembourg |           | - France                    | - Belgique - Finlande - Irlande - Suède | - Pays-Bas |

## Single
Le titre atteint la 23e place des ventes autrichiennes.